# 克雷格莫爾 (科羅拉多州)
克雷格莫爾（英語：Cragmor）是位於美國科羅拉多州艾爾帕索縣的一個非建制地區。該地的面積和人口皆未知。

## 地理
克雷格莫爾的座標為39°53′38″N 104°48′08″W / 39.89389°N 104.80222°W，而該地的平均海拔高度為91米（即300英尺）。